# Station Staplehurst
Staplehurst is een spoorwegstation van National Rail in Staplehurst (Kent), Maidstone in Engeland. Het station is eigendom van Network Rail en wordt beheerd door Southeastern. Het station is geopend in 1842.